# Amir Zaibi
Amir Zaibi (22 maggio 1988) è uno scacchista tunisino.
Ha ottenuto il titolo di Maestro Internazionale nel 2015 e di Grande Maestro nel 2020.

## Principali risultati
Cinque volte vincitore del Campionato tunisino (2012, 2017, 2018, 2019 e 2020).
Con la nazionale della Tunisia ha partecipato alle olimpiadi degli scacchi di  Istanbul 2012 e Tromsø 2014, ottenendo complessivamente il 45% dei punti.
Nel 2019 ha vinto il campionato arabo a Mostaganem in Algeria.
Ha partecipato alla Coppa del Mondo del 2015, venendo eliminato nel primo turno da Fabiano Caruana.